# Station Mszczonów
Station Mszczonów is een spoorwegstation in de Poolse plaats Mszczonów.